# Ameerani Jarbandhan
Ameerani Jarbandhan is een Surinaams fysiotherapeut, wetenschapper en politicus. Ze doceert sinds 2012 aan de Anton de Kom Universiteit van Suriname (AdeKUS). Ze is sinds  2025 lid van De Nationale Assemblée.

## Biografie
Ameerani Jarbandhan studeerde vanaf 2005 fysiotherapie aan de AdeKUS en behaalde in 2010 haar bachelor. Na een studie van 2010 tot 2011 in bewegingswetenschappen verwierf ze haar master aan de Vrije Universiteit Amsterdam. In 2013 begon ze aan de Katholieke Universiteit Leuven met een onderzoek dat ze in september 2021 afsloot met een PhD in biomedische wetenschappen. Ondertussen werkte ze vanaf 2009 onder andere als fysiotherapeut voor het RCP, AZP en Ahim Medisch Centrum.
Vanaf 2012 was ze docent aan de AdeKUS in fysiotherapie en anatomie en begeleidt studenten bij hun scripties en proefschriften. Sinds 2023 zit ze als commissaris in het bestuur van de Vakvereniging Wetenschappelijk Personeel van de Universiteit.
Daarnaast speelt ze sitar, wat haar vanwege de focus en ademhaling helpt bij het mediteren, evenals bij haar studie en werk. Ze bevordert de bewustwording van beroertes, onder meer tijdens Wereld Beroerte Dag.
Ze is lid van de Vooruitstrevende Hervormings Partij (VHP). Ttijdens de verkiezingen van 2025 was ze verkiesbaar op plaats 15 van de landelijke lijst en werd ze verkozen tot lid van De Nationale Assemblée.